# Ignis Brunensis
Az Ignis Brunensis (Brünn/Brno tüze latinul) egy, a Brno – város Európa közepén(cs) fesztivál keretében 1998 óta nyaranta megrendezett nemzetközi tűzijátékverseny.
Rendesen a Brnói-víztározónn(cs) kerül megrendezésre, szerdai és szombati napokon, május–júniusban, száz-kétszázezres közönség előtt. "Csak" százezren jönnek el a rossz időjárást kifogott tűzijátékokra, több mint kétszázezer az eddigi rekord nézőszám A tűzijátékokat zenei aláfestéssel mutatják be, amit rádión sugároznak.

## Szponzorálás
2008 óta a Starobrno(cs)
sörfőzde az állandó főszponzor, ezért a rendezvény és a fődíj, közönségdíj neve azóta Starobrno Ignis Brunensis.

## Története[3]
1999-ben és 2001-ben csak bemutató volt, verseny nem.
1998-ban és 2002-ben nem volt külföldi résztvevő. 2003 óta nemzetközi versenyként működik.
A rendezvény megnevezése fesztivál, illetve mezinárodní soutěž (nemzetközi verseny), národní soutěž (országos/nemzeti verseny) vagy nesoutěžní přehlídka (bemutató verseny nélkül).

### A díjak
Starobrno Ignis Brunensis fődíja
Cseh Rádió "Zene a tűz között" díja
Cseh Televízió "Szcenárió a tűz között" díja
Starobrno Ignis Brunensis Közönségdíja
Brünn főpolgármesterének díja a legjobb kötelező bevezető részért - 2012 óta
A Starobrno előtag 2008-ban került a díjak nevébe.

### A következő, 2018-as szezon
2018. május 26-án 22:30-kor kezdődik. Az Ignis Brunensis webszervere már itt számolja a másodperceket. Egyelőre többet nem árul el.

### A 2017-es 20., jubileumi szezon
A program
- 2017/5/26 22:30 Ünnepélyes prelúdium a Špilberk vár fölött – Lángoló égbolt THEATRUM PYROBOLI Csehország
- Versenyprogram (A Brnói Víztározón, pontonokon került bemutatásra.)
  - 2017/6/3 22:30 Jack Sparrow IGNIS BRUNENSIS TEAM Csehország
  - 2017/6/7 22:30 Tisztelgés Zimmer Hansi ... és Jaroslav Ježek(wd) előtt PYROVISION Ausztria
  - 2017/6/10 22:30 "Tűzi Rapszódia" IP INNOVATIVE PYROTECHNIK Németország
  - 2017/6/14 22:30 "Boldog pillantás az életre" SUGYP Svájc & JIN YI FIREWORKS Kína
  - 2017/6/17 22:30 "Mágikus álmok" PIROTECNIA RICARDO CABALLER Spanyolország
- 2017/6/24 22:30 Epilógus a Špilberk vár fölött "Ég a földön" FLASH BARRANDOV SFX Csehország

A zenét a Rádio Krokodýl sugározta. 
| Fődíj                        | PIROTECNIA RICARDO CABALLER Spanyolország |
| A Cseh Televízió díja        | PIROTECNIA RICARDO CABALLER Spanyolország |
| Cseh rádió díja              | SUGYP Svájc & JIN YI FIREWORKS Kína       |
| Brnó főpolgármesterének díja | PIROTECNIA RICARDO CABALLER Spanyolország |
| Közönségdíj                  | PIROTECNIA RICARDO CABALLER Spanyolország |

### 2016-os díjazottak
| Fődíj                          | MACEDOS PIROTECNIA, Portugália |
| Cseh Rádió díja                | PRIVATEX PYRO, Szlovákia       |
| Cseh televízió díja            | EUROPLÁ, Spanyolország         |
| Brnó Főpolgármesterének a díja | PRIVATEX PYRO, Szlovákia       |
| Közönségdíj                    | MACEDOS PIROTECNIA, Portugália |

### 2015
| Fődíj                          | ALPHA PYROTECHNIE, Franciaország  |
| Cseh Rádió díja                | FEUERWERKE JOST, Ausztria         |
| Cseh televízió díja            | ALPHA PYROTECHNIE, Franciaország  |
| Brno Főpolgármesterének a díja | LA TIRRENA FIREWORKS, Olaszország |
| Közönségdíj                    | LA TIRRENA FIREWORKS, Olaszország |

A kísérőzenét a rádio KISS Hády 88,3 fm sugározta (a rádio KISS Brünni - Dél-Morva körzeti adója).

## Ellenvetések
Főként Bystrc városrészben elhangzanak olyan vélemények, hogy pazarolja a pénzt, zavarja az esti nyugalmat, nehezíti a közlekedést, szemetel, környezetszennyező. 
A szóban forgó költségvetés
2-3 millió korona a kapcsoló rendezvényekkel.

## Fordítás
Ez a szócikk részben vagy egészben  az   Ignis Brunensis című cseh Wikipédia-szócikk ezen változatának fordításán alapul.  Az eredeti cikk szerkesztőit annak laptörténete sorolja fel. Ez a jelzés csupán a megfogalmazás eredetét és a szerzői jogokat jelzi, nem szolgál a cikkben szereplő információk forrásmegjelöléseként.
Ez a szócikk részben vagy egészben  az   Ignis Brunensis című angol Wikipédia-szócikk ezen változatának fordításán alapul.  Az eredeti cikk szerkesztőit annak laptörténete sorolja fel. Ez a jelzés csupán a megfogalmazás eredetét és a szerzői jogokat jelzi, nem szolgál a cikkben szereplő információk forrásmegjelöléseként. (Az angol szócikk nem a jelenlegi cseh szócikknek a fordítása.)